# Jaromir da Boémia

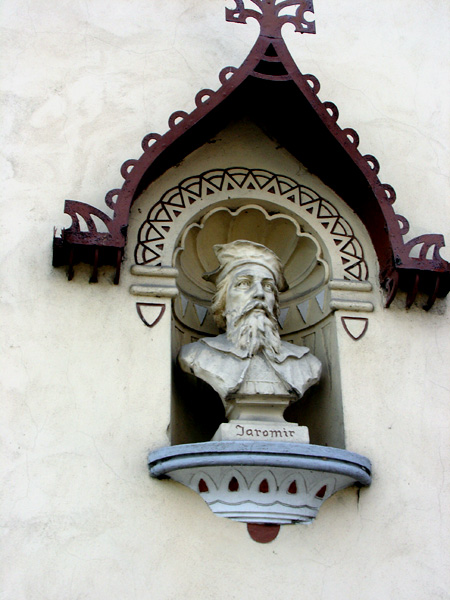
Busto de Jaromir da Boémia.

Jaromir da Boémia (falecido em 4 de novembro de 1038) foi um membro da dinastia Přemislida, foi duque da Boêmia em 1003, de 1004 a 1012, e novamente de 1034 a 1035.

## Juventude
Ele era o segundo filho do Duque Boleslau II, o Piedoso (falecido em 999). Sua mãe pode ter sido uma das duas esposas de seu pai: Adiva ou Emma de Mělník.
Em 1002, Jaromír rebelou-se contra o governo de seu irmão mais velho Boleslaus III, que o castrou e foi expulso com sua mãe e seu irmão Oldřich para a corte bávara em Regensburg. No entanto, Boleslaus foi incapaz de assegurar o trono de Praga, pois foi deposto pela nobreza boêmia e seu governo foi assumido por seu primo Přemislida, Vladivoj, apoiado pelo duque polonês Bolesłau I, o Bravo. Vladivoj também garantiu o apoio do rei Henrique II da Alemanha quando recebeu o Ducado da Boêmia como feudo real.

## Reinado
Quando Vladivoj morreu no ano seguinte, Jaromír e Oldřich retornaram à Boêmia e Jaromír foi proclamado duque pelos nobres boêmios. As terras da Boêmia foram ocupadas por sua vez pelas forças polonesas de Boleslau, que restabeleceram Boleslau III como duque. Depois de ordenar o massacre do clã rival Vršovci, no entanto, ele perdeu o apoio do governante polonês e foi finalmente privado do poder. Enquanto isso, Jaromír havia buscado o apoio militar do rei Henrique II. Em Merseburg, ele prometeu manter a Boêmia como vassala do rei. Esta ação colocou definitivamente a Boêmia sob a jurisdição do Sacro Império Romano.
Em 1004, Jaromír ocupou Praga com um exército alemão e proclamou-se duque da Boêmia. No entanto, o estado que ele reconquistou foi pequeno, já que as forças polonesas ainda controlavam a Moravia, Silesia e a Lusácia. O reinado de Jaromír - como muitos dos outros primeiros governantes tchecos - foi uma luta para recuperar as terras perdidas. Ele continuou a ser um defensor leal do rei Henrique na ardente guerra alemã-polonesa. No entanto, o rei alemão não tomou nenhuma atitude quando, em 1012, Jaromír foi destronado por Oldřich (que o cegou) e forçado mais uma vez ao exílio. Em uma campanha surpresa, Jaromír mais uma vez conseguiu depor Oldřich com o apoio do Imperador Conrado II em 1033, mas seu segundo reinado foi de curta duração. Um ano depois, Oldřich foi restaurado por seu filho Bretislau I da Boémia.
Jaromír foi preso em Lysá nad Labem e morreu em 4 de novembro de 1035 ou 1038, um ano após a morte de seu irmão. Ele foi assassinado por um membro do clã Vršovci.